# Penicilamină
Penicilamina este un agent chelator utilizat îndeosebi în tratamentul bolii Wilson și artritei reumatoide.

## Mecanism de acțiune
Captează ionii metalici mai ales de plumb, mercur anorganic, cupru, fier, arsen, zinc. Complecșii solizi netoxici care se formează cu această ocazie sunt eliminați prin rinichi, respectiv urină.

## Indicații
Este agentul selectiv în boala Wilson (degenerare hepatolenticulară) provocată de tulburări ale metabolismului cuprului și care conduce la depunerea cuprului în ficat. Cuprenilul este activ în tratamentul intoxicațiilor  plumb. Este activ în artrite reumatoide.

## Efecte adverse
Preparatul produce reacții alergice, care sunt erupții cutanate, prurit, cefalee, greață și afectare ganglionară. Uneori produce insuficiență de fier. În aceste cazuri este necesar să se reducă doza, sau temporar, întreruperea tratamentului. Tratamentul va trebui reînceput cu doze mici, care se vor mări gradat mai târziu. Eozinofilie, leucopenie, agranulocitoză, trombopenie, anemie aplastică. Nefropatie membranoasa(sindrom nefrotic). Tulburări ale hepatocitului până la icter colestatic fatal. Fenomene dispeptice. Tulburări imunologice cu manifestări de miastenia gravis. Dermatomiozită. Pemfigus. Sindrom lupoid. Întârzierea cicatrizării plăgilor. Efecte teratogene.

## Contraindicații
Alergie la peniciline, leucopenie, trombopenie, boli renale și hepatice.

## Mod de administrare
Medicamentul se administrează la prescripția medicului. În absența prescripției medicului, în mod normal se recomandă 3-6 comprimate pe zi, după mese, pentru adulți și copii. În cazuri grave, doza zilnică poate fi mărită până la 16 comprimate. La copiii peste 6 luni se recomandă 1 comprimat pe zi. În artritele reumatoide, Cuprenilul se administrează în doze crescute gradat, doza inițială de 0,500-1,750 g pe zi fracționat și asociat cu vitamine, în special Vitamina B6 și produse cu fier.